# ساركومة بطانية سدوية رحمية
الساركومة البطانية السدوية الرحمية (بالإنجليزية: Endometrial stromal sarcoma)‏ هي عبارة عن نوع ثانوي خبيث من الورم السدوي البطاني الرحمي الذي ينشأ من السدى (النسيج الضام) لبطانة الرحم عوضًا عن الغدد، ويوجد ثلاث غدد للأورام السدوية البطانية الرحمية، كان يُعرف هذا المرض سابقًا باسم التضيق السدوي اللمفي الباطن بسبب ارتشاح منتشر للنسيج العضلي أو عزو القنوات الليمفاوية.

## علم الأمراض
إن منشأ المرض غير معروف لكنه يتضمن التعرض للتاموكسيفين وإستروجين بلامقاومة وحالات مثل مرض تكيُّس المبايض، وفي أحدث تصنيفات منظمة الصحة العالمية لعام 2003 تم تقسيم الأورام السدوية البطانية الرحمية إلى:
- عُقيدة سدوية بطانية رحمية
- ساركومة سدوية بطانية رحمية ذات درجة منخفضة
- ساركومة رحمية أو بطانية رحمية لامتمايزة.[3]

## التشخيص
الظهور السريري الغالب للساركومة البطانية السدوية الرحمية هو النزيف الرحمي الغير طبيعي الذي يحدث في 90% من النساء، بينما يحدث في 70% من الحالات تضخم في الرحم، ويمكن أن يظهر أيضًا ألم في الحوض أو عسر الطمث، تحدث ساركومة بطانة الرحم السدوية الغير مميزة بأعراض في 25% من الحالات، وحوالي 30-50% من الحالات يكون لديهم انتشار زائد للرحم وقت التشخيص، وبالرغم من أن كتلة الورم الأساسي تكون في الأغلب داخل عضل الرحم قإن ما يتم كشطه من المرض من بطانة الرحم يكون مفيدًا في التشخيص قبل الجراحة.

## المآل
يعتمد مآل المرض بشكل رئيسي على مرحلة المرض وقت اكتشافه، وقد تم تصنيف مراحل المرض بواسطة الاتحاد الدولي لطب النساء والتوليد كما يلي:
- المرحلة الأولى: الورم محدد في الرحم
- المرحلة الأولى (أ):الورم أقل من أو يساوي 5 سم
- المرحلة الأولى (ب): الورم أكبر من 5 سم
- المرحلة الثانية: الورم يمتد خلف الرحم خلال الحوض
- المرحلة الثانية (أ): الورم يشمل ملحقات الرحم
- المرحلة الثانية (ب): الورم يشمل أنسجة الحوض الأخرى
- المرحلة الثالثة: الورم يغزو أنسجة البطن
- المرحلة الثالثة (أ): مكان واحد
- المرحلة الثالثة (ب1): أكثر من مكان
- المرحلة الثالثة (ج): انبثاث في الحوض والعقد الليمفاوية المجاورة للأبهر
- المرحلة الرابعة (أ): الورم يغزو المثانة والمستقيم
- المرحلة الرابعة (ب): انبثاث لأماكن بعيدة.[5]